# Nops toballus
Nops toballus  (лат.) — вид мелких пауков рода Nops из семейства Caponiidae. Центральная Америка: Ямайка. Длина голотипа самца 3,94 мм (самка до 6,18 мм).
Вид Nops toballus был впервые описан в 1967 году американским арахнологом Артуром Чикерингом (1887—1974) вместе с таксонами Nops craneae, Nops gertschi, Nops flutillus, Nops largus, Nops sublaevis, Nops simla, Nops ursumus и другими новыми видами. Таксон Nops toballus включён в состав рода Nops MacLeay, 1839.